# Teoría de conspiración del genocidio blanco

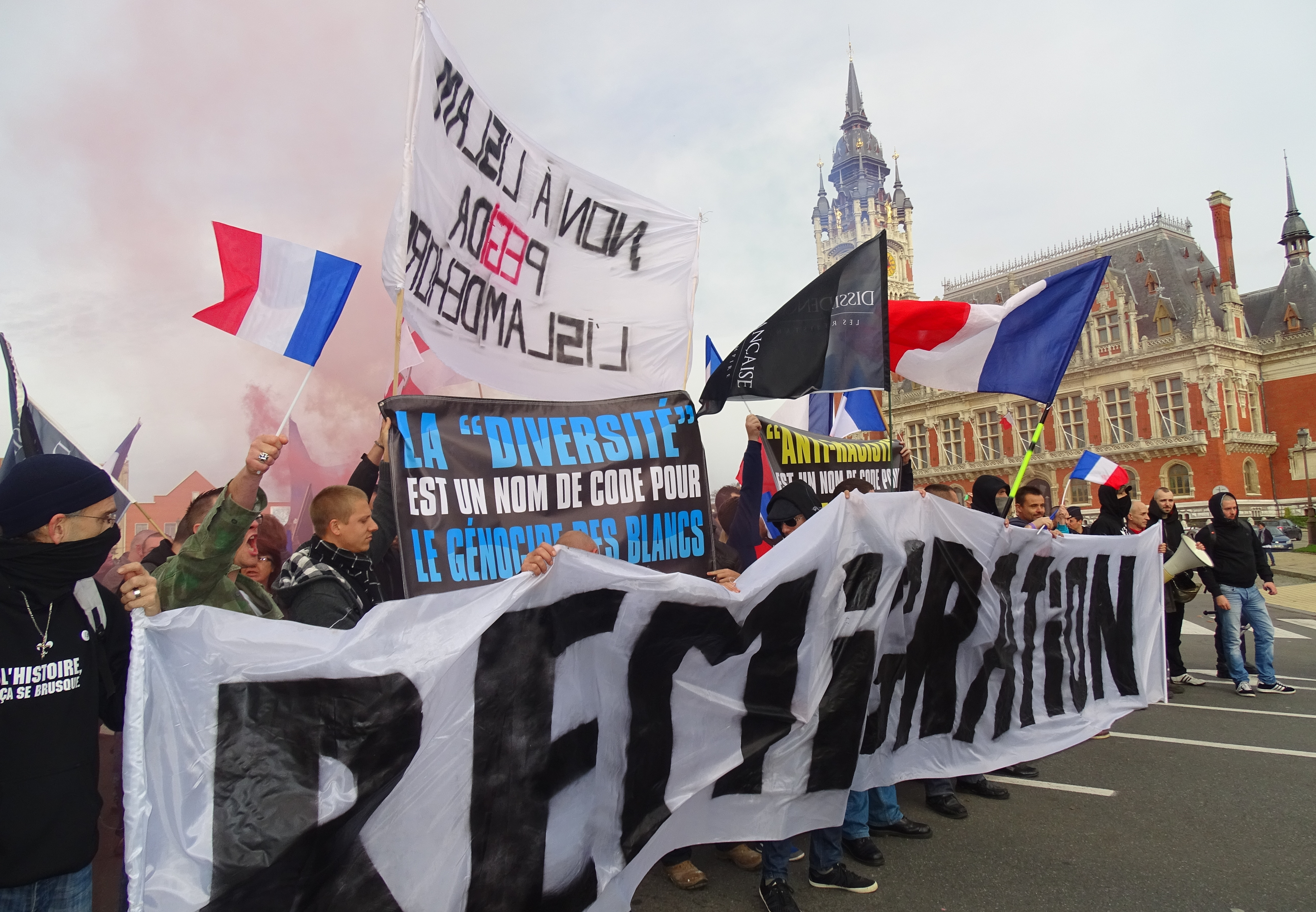
Manifestantes anti-inmigrantes en Calais, sostienen una pancarta que dice en francés "La diversidad es una palabra clave para el genocidio de los blancos", 8 de noviembre de 2015.

El genocidio blanco, la extinción blanca o el reemplazo es una teoría conspirativa neonazi, nacionalista blanca y supremacista que sostiene la existencia de un complot deliberado, a menudo culpado a los judíos, que promueve la inmigración masiva de no blancos, la integración racial, el mestizaje, las bajas tasas de fertilidad, la anticoncepción, el aborto, la confiscación gubernamental de tierras a los blancos, la violencia organizada y eliminacionismo en países predominantemente blancos para convertir deliberadamente a los blancos en una minoría y, por lo tanto, hacer que se extingan a través de la asimilación cultural, la inmigración masiva y el genocidio violento. Con menos frecuencia, se culpa a los negros, a los hispanos y a los musulmanes por el complot secreto, por ser inmigrantes más fértiles, invasores o agresores violentos, en lugar de los autores intelectuales.
La teoría de la conspiración fue desarrollada por el neonazi David Lane alrededor de 1995. La frase "Antirracista es una palabra en código para antiblanco" fue acuñada por el nacionalista blanco Robert Whitaker (1941-2017) y se asocia comúnmente con esta teoría conspirativa. Ha aparecido por ejemplo en carteles publicitarios en los Estados Unidos cerca de Birmingham, Alabama, y en Harrison, Arkansas. Esta teoría conspirativa ya había sido enunciada en la Alemania nazi por un folleto escrito para el "Departamento de Investigación para la cuestión judía" del "Instituto del Reich" de Walter Frank con el título: "¿Están muriendo las naciones blancas? El futuro de las naciones blancas a la luz de las estadísticas biológicas".
En agosto de 2018, el presidente estadounidense Donald Trump fue acusado de respaldar esta teoría de la conspiración en un tuit de política exterior, instruyendo al Secretario de Estado Mike Pompeo para que investigue los ataques agrícolas sudafricanos, afirmando que "el gobierno de Sudáfrica está ahora confiscando tierras a los granjeros blancos". El gobierno sudafricano y otros analistas, así como también AfriForum (un grupo de derechos afrikáner), sostienen que los ataques agrícolas son parte de un problema de delincuencia más amplio en Sudáfrica y no tienen una motivación racial. Sin embargo los ingresos de las familias blancas son seis veces mayores que las de sus compatriotas negros, el paro apenas roza el 5% en comparación con el 25% de sus conciudadanos negros, y solo el 2% de las víctimas de asesinato en Sudáfrica corresponden al colectivo blanco a pesar de representar el 8 por ciento de la población.

## Orígenes

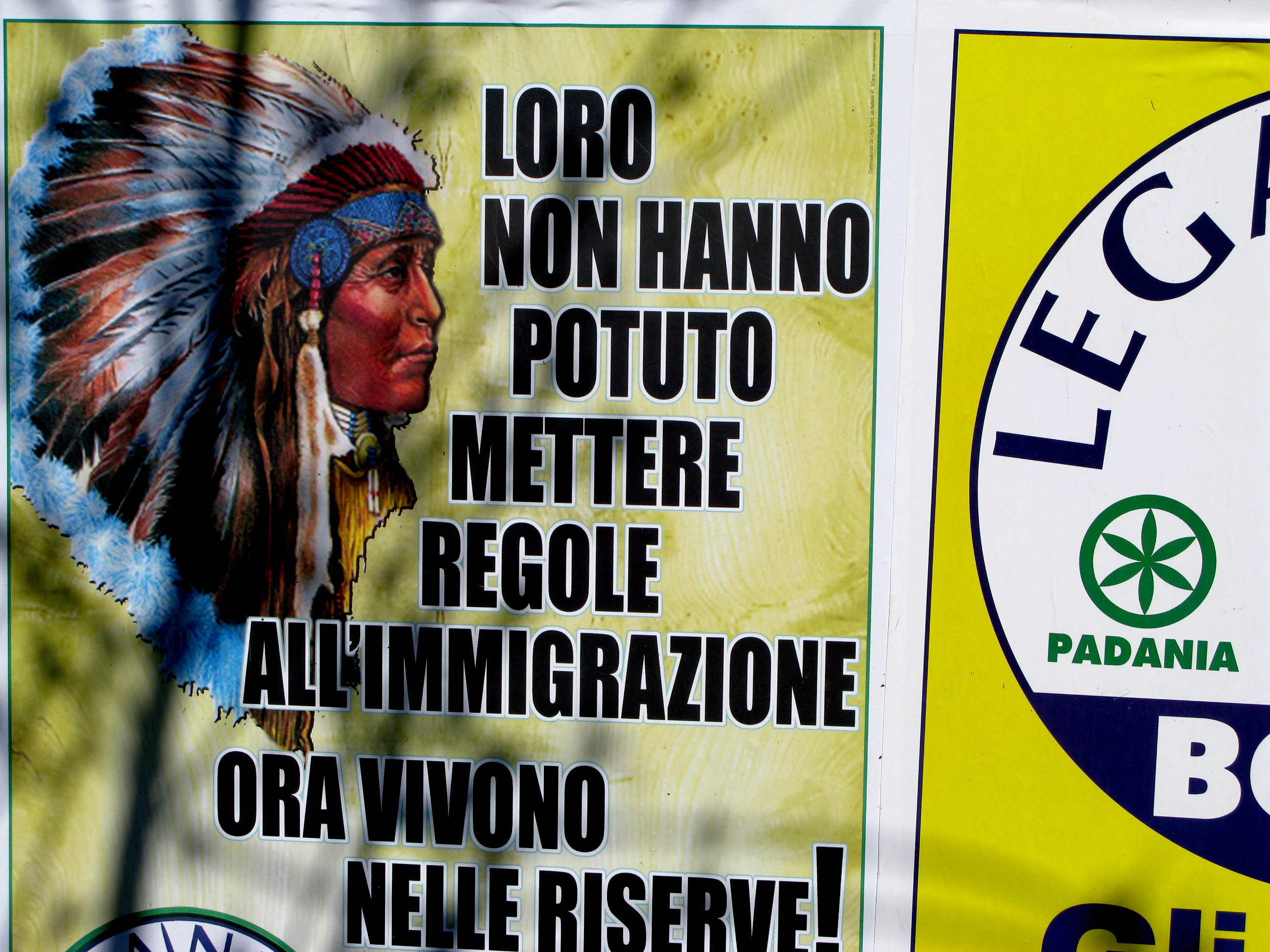
Cartel de la ultraderechista Liga Norte de Italia sobre la inmigración en el que se dice: "¡No pudieron ponerle reglas a la inmigración, ahora viven en las reservas!". Hay una alusión implícita a las teoría conspirativa del «genocidio blanco» y también a la de «El gran reemplazo».

La frase apareció por primera vez esporádicamente en las publicaciones neonazis White Power y WAR en las décadas de 1970 y 1980, donde se refería principalmente a la generalización de la anticoncepción y el aborto. La teoría de la conspiración fue desarrollada por el neonazi David Lane en su White Genocide Manifesto (c. 1995, origen del uso posterior del término), donde dijo que las políticas públicas de muchos países occidentales tenían la intención de destruir la cultura europea blanca y hacer de los blancos una "especie extinta".  Lane, un miembro fundador de la organización The Order, criticó el mestizaje, el aborto, la homosexualidad, las repercusiones legales contra aquellos que "resisten el genocidio" y al "Gobierno de Ocupación Sionista" que dijo que controla a los Estados Unidos y a la mayoría de los países blancos y que fomenta el "genocidio blanco". Está arraigada en "doctrinas de universalismo tanto secular como religioso", según Lane, y puede haber sido un factor que llevó al asesinato del comentarista judío antinazi Alan Berg en 1984. Antes de su asesinato, Berg se burlaba regularmente de los racistas en su programa.
Aunque las sucesivas iteraciones de la teoría de la conspiración han apuntado a distintos grupos como responsables de dicha conspiración, los supremacistas blancos suelen citar la influencia judía, las personas que odian a los blancos como los principales factores que conducen a un genocidio blanco. Esta visión está en manos de figuras prominentes como el político de extrema derecha David Duke, quien cita a los judíos y los "ideales políticos liberales" como las principales causas.
Robert Bob Whitaker (1941-2017), quien acuñó la frase "antirracista es una palabra clave para antiblanco", califica de "antiblancos" a aquellos que él considera que son responsables del genocidio de los blancos, y ha señalado a los judíos como fuerza contribuyente. Sin embargo, otras figuras del supremacismo blanco, como Jared Taylor, han disputado la opinión de que los judíos son responsables de un genocidio blanco.

## En el mundo

### Estados Unidos
En 2016, Donald Trump generó controversia tras de retuitear al usuario de Twitter @WhiteGenocideTM, y @EustaceFash, cuya imagen de encabezado de Twitter en ese momento incluía el término "genocidio blanco".  Un análisis de 2016 de su feed de Twitter durante las primarias presidenciales republicanas mostró que el 62% de los que eligió retuitear en una semana promedio siguieron varias cuentas que discutieron la teoría de la conspiración, y el 21% siguió a prominentes nacionalistas blancos en línea. Andrew Anglin, del sitio web neonazi The Daily Stormer, dijo que "no es estadísticamente posible que dos [tuits de genocidio blanco] espalda con espalda puedan ser una ocurrencia aleatoria. Solo podría ser deliberado [...] Hoy en Estados Unidos el aire es frío y sabe a victoria".
Los hilos de discusión en el foro neonazi 'Stormfront' dicen los blancos serían sometidos a políticas genocidas por parte de sus gobiernos. La noción de pureza racial, homogeneidad o "higiene racial" es un tema subyacente del discurso del genocidio blanco y ha sido utilizado por personas con antecedentes de supremacía blanca y neonazis.
El concepto de genocidio blanco se ha popularizado gracias al movimiento de derecha en los Estados Unidos.  Algunas figuras notables de alt-right que promueven la idea de un "genocidio blanco" son Brittany Pettibone (n. 1992),  Mike Enoch y Alex Jones. La manifestación Unite the Right de 2017 en Charlottesville, Virginia, hizo referencia a la teoría de la conspiración mientras los manifestantes que portaban antorchas tiki gritaban "¡No nos reemplazarán!" y "¡Los judíos no nos reemplazarán!".

### Sudáfrica
Las figuras de extrema derecha y Derecha alternativa, como el cantante Steve Hofmeyr, han afirmado que está teniendo lugar un "genocidio blanco" en Sudáfrica. El manifiesto del terrorista de extrema derecha Anders Breivik titulado 2083: Una Declaración de Independencia Europea dedica una sección entera a un supuesto "genocidio" contra los afrikaners. También contiene varias otras referencias a la presunta persecución de los blancos en Sudáfrica. Mike Cernovich, un comentarista estadounidense de extrema derecha, ha declarado anteriormente que "el genocidio blanco en Sudáfrica es real". El grupo de extrema derecha Suidlanders se ha atribuido el mérito de publicitar el tema internacionalmente.
Africa Check, una organización de verificación de hechos, ha rechazado estas afirmaciones como falsas: "De hecho, los blancos son menos propensos a ser asesinados que cualquier otro grupo racial". Africa Check informó que, si bien los blancos representan casi el 9% de la población sudafricana, representan solo el 1,8% de las víctimas de asesinato. Lizette Lancaster, del Instituto de Estudios de Seguridad, dijo que "es mucho menos probable que los blancos sean asesinados que sus contrapartes negras o de color".

### Suecia
Barbara Lerner Spectre llamó la atención por su cita de una entrevista en un informe de IBA News sobre la ola de antisemitismo en Suecia debido a la inmigración musulmana. Specter dijo que, en su opinión, el aumento del antisemitismo está directamente relacionado con el papel de liderazgo que desempeñan los judíos en la transformación de Europa en una sociedad multicultural.
·, declaración subida a YouTube, que obtuvo cientos de miles de visitas y provocó una reacción nacionalista de extrema derecha, vinculada al supuesto papel judío en la teoría de la conspiración del genocidio blanco··. Su declaración también fue parodiada en un vídeo de YouTube "Anti-Racist Hitler", de la radio nacionalista blanca White Rabbit Radio, que obtuvo 180.000 visitas en 2013, antes de que fuera eliminado del canal·.